# Протасов Валентин Іванович
Валентин Іванович Протасов (нар. 20 січня 1947, місто  Дніпропетровськ, тепер місто Дніпро Дніпропетровської області) — український діяч, металург, вальцювальник Дніпропетровського металургійного (трубопрокатного) заводу імені Леніна. Народний депутат України 1-го скликання.

## Біографія
Народився у родині робітників.
Освіта середня. У 1963—1965 роках — учень Дніпропетровського зварювального технікуму.
У 1965—1966 роках — слюсар Дніпропетровського металургійного заводу імені Леніна.
У 1966—1969 роках — служба в Радянській армії.
З 1969 року — слюсар, вальцювальник цеху безшовних труб Дніпропетровського металургійного (трубопрокатного) заводу імені Леніна Дніпропетровської області. Член парткому заводу.
Член КПРС з 1972 до 1991 року.
18.03.1990 року обраний народним депутатом України, 2-й тур, 45,91 % голосів, 5 претендентів. Входив до групи «Промисловці», «За соціальну справедливість». Член, секретар Комісії ВР України у питаннях екології та раціонального природокористування.
У 1991 році був членом організаційного комітету зі створення Соціалістичної партії України. Член СПУ.
Потім — на пенсії.

## Нагороди
- медалі
- заслужений металург Української РСР